# فلسفة ابن سينا

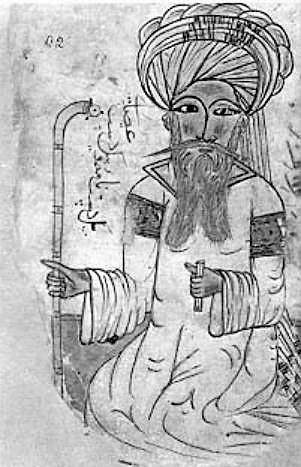
ابن سينا

فلسفة ابن سينا (ألابن سينية، حكمة ابن سينا) هي مدرسة للفلسفة الإسلامية أنشأها أبو علي الحسين بن عبد الله بن الحسن بن علي بن سينا البَلْخيّ. طور ابن سينا فلسفته طوال حياته بعد أن درس وتأثر بعمق بكتاب «ما وراء الطبيعة» لأرسطو. وفقًا لهنري كوربين وسيد حسين نصر، هناك فرعان لفلسفة ابن سينا: فلسفة ابن سينا الإسلامية، وفلسفة ابن سينا اللاتينية.  وفقًا لنصر، كانت فلسفة ابن سينا اللاتينية قائمة على أعماله الفلسفية السابقة. اتبعت هذه المدرسة المدرسة المشائية وحاولت وصف بنية الواقع بنظام تفكير عقلاني. كتب ابن سينا على نطاق واسع عن الفلسفة الإسلامية، وخاصة موضوعات المنطق والأخلاق والميتافيزيقا، بما في ذلك الأطروحات المسماة المنطق والميتافيزيقيا. كُتبت معظم أعماله باللغة العربية التي كانت لغة العلم في حينها، كما له كتابات باللغة الفارسية.
كان لفلسفة ابن سينا اللاتينية وقع وتأثير كبيرين في القرن الثاني عشر الميلادي في أوروبا، ولا سيما في أكسفورد وباريس، وأثرت على بعض الفلاسفة البارزين مثل توما الأكويني، وروجر باكون ودانز سكوطس. بينما كان تأثير فلسفة ابن سينا اللاتينية ضعيفًا مقارنةً بالرشدية اللاتينية، فإن وفقًا لإتيان جيلسون، كان هناك تأثير كبير لإبن سينا على الفلسفة ألاوغسطينية.  لعب مفهوم «الانبثاق» لابن سينا للمستوحى من الأفلاطونية المحدثة  دورا أساسيًا في مدرسة علم الكلام (مدرسة الخطاب اللاهوتي) في القرن الثاني عشر.
من ناحية أخرى، تستند فلسفة ابن سينا الإسلامية على أعماله اللاحقة والتي تُعرف باسم «الفلسفة الشرقية» (حکمة المشرقیین). لذلك، أصبحت الفلسفة في الحضارة الإسلامية الشرقية قريبة من المعرفة العامة وحاولت تقديم رؤية للكون من وجهة نظر روحية. مهد هذا النهج الطريق لمدرسة الإشراق الإيرانية (حکمت الاشراق) للسهروردي. 
أشار كوربين إلى الاختلافات بين فلسفة ابن سينا االإسلامية وفلسفة ابن سينا اللاتينية.  إلى جانب ذلك، أظهر أنه يمكن تمييز ثلاث مدارس فلسفية مختلفة لابن سينا، والتي أطلق عليها اسم ألاوغسطينية المتأثرة بإبن سينا والابن سينية اللاتينية وفلسفة ابن سينا الإسلامية/الإيرانية. 
كان المعتزلة في العصور الوسطى معاصرين لابن سينا،
بينما انتقد البرنامج الفلسفي لابن سينا وطلابه من العالم المعتزلة الحنفي ابن الملحمي (توفي عام 1141)، الذي جادل بأن الفلسفة في التقليد اليوناني تستخدم لتبرير المعتقدات الخاطئة ولتمييع الطابع النبوي الإسلام. لقد طرح المسيحية كمثال للديانة النبوية التي أفسدها الفكر التجريدي اليوناني.
أصبح كتاب الشفاء متاحًا في أوروبا بترجمة لاتينية جزئية بعد حوالي خمسين عامًا من تأليفه تحت عنوان Sufficientia، وقد أفاد بعض المؤلفين أن «افلسفة بن سينا اللاتينية» ازدهرت لبعض الوقت بالتوازي مع الرشدية اللاتينية التي كانت أكثر تأثيرا. تم قمع تعاليم ابن سينا الفلسفية من قبل مراسيم باريس 1210 و1215.
أثرت نظريتي ابن سينا في علم نفس وعلم المعرفة في أعمال ويليام أوف أوفيرني أسقف باريس والفيلسوف ألبيرتوس ماغنوس، بينما أثرت الميتافيزيقيا على فكر توما الأكويني

## العقيدة الميتافيزيقية
تميز الفلسفة الإسلامية الفتية، والميتافيزيقيا الإسلامية المشبعة بالفكر الإسلامي، بشكل واضح من الأرسطية بين الجوهر والوجود. في حين أن الوجود هو مجال الاحتمال والعرضي، فإن الجوهر يبقى داخل الكائن بعيدا وراء مصادفة. تدين فلسفة ابن سينا، ولا سيما الجزء المتعلق بالميتافيزيقيا، بالكثير للفارابي. باتباع الفارابي، بدأ ابن سينا تحقيقًا شاملاً في مسألة الكينونة، وميز فيه بين الجوهر (ماهيات) والوجود (الوجود). لقد جادل بأن حقيقة الوجود لا يمكن الاستدلال عليها أو تفسيرها من خلال جوهر الأشياء الموجودة، وأن هذا الشكل والمادة في حد ذاته لا يمكن أن يتفاعل ويؤسس حركة الكون أو الخلق التدريجي للأشياء الموجودة. لذلك، يجب أن يكون الوجود ناتجًا عن سبب يستلزم، يمنح أو يضيف الوجود للجوه. للقيام بذلك، يجب أن يكون السبب شيئًا موجودًا ويتعايش مع تأثيره. 
يمكن توضيح اعتبار ابن سينا لمسألة السمات الجوهرية من حيث تحليله الأنطولوجي لطرائق الوجود؛ وهي الاستحالة والطوارئ والضرورة. جادل ابن سينا بأن الكائن المستحيل هو ما لا يمكن أن يوجد، في حين أن الحالة في حد ذاتها (الممكن بذاته) لديها القدرة على أن تكون أو لا تكون دون أن تنطوي على تناقض. عند تحقيقها، تصبح الوحدة «وجودًا ضروريًا بسبب ما هو آخر غير نفسها» (واجب الوجود بغيره). وبالتالي، فإن الحالة الطارئة في حد ذاتها هي وجود محتمل يمكن تحقيقه في النهاية من طريق سبب خارجي آخر غير نفسه. تختلف الهياكل الميتافيزيقية للضرورة والصدفة. واجب الوجود بذاته صحيح بحد ذاته، في حين أن الوجود العرضي «خطأ في حد ذاته» و«حقيقي لشيء آخر غير نفسه». الضروري هو مصدر وجوده دون وجود مستعار. إنه ما يوجد دائمًا.
والضروري موجود «بسبب ذاته»، وليس له جوهر / ماهية  غير الوجود. فضلًا على ذلك، إنه «أحد» لأنه لا يمكن أن يكون هناك أكثر من واحد أحد «ضروري - موجود - بسبب نفسه» دون فصل لتمييزهم عن بعضهم البعض. ومع ذلك، فإن تحقيق الفصل يستلزم وجودهم «بسبب أنفسهم» وكذلك «بسبب ما غير أنفسهم»؛ وهذا متناقض. ومع ذلك، إذا لم يكن هناك فصل يميزهم عن بعضهم البعض، فلا معنى أن هؤلاء «الموجودون» ليسوا واحدًا ونفس الشيء. يضيف ابن سينا أن «الضرورة - الموجودة - بسبب نفسها» ليس لها جنس، ولا حد، ولا ند، ولا ضد، وهي باري عن المادّة، والكيف، والكم، والعين، والوضع، والوقت.
انتقد بعض علماء الإسلام لاهوت ابن سينا في المسائل الميتافيزيقية ("الإلهيات")، ومن بينهم الغزالي وابن تيمية وابن القيم. أشار الغزالي أثناء مناقشة آراء الموحدين من الفلاسفة الإغريق ومنهم سقراط وأفلاطون وأرسطو في "المنقذ من الضلال" إلى أن الفلاسفة اليونانيين "يجب أن يُكَرَّبوا بالكفر، وكذلك أنصارهم من الفلاسفة المسلمين، مثل ابن سينا والفارابي وأمثالهم". وأضاف أن "لا أحد من الفلاسفة المسلمين شارك كثيرًا في نقل تقاليد أرسطو كما فعل هذان الرجلان. [...]
يمكن اختزال مجموع ما نعتبره فلسفة أرسطو الأصيلة، كما نقلها الفرابي وابن سينا إلى ثلاثة أجزاء: جزء يجب وصفه بأنه كفر؛ جزء يجب وصمه بأنه ابتكار؛ وجزء لا يلزم التنصل منه على الإطلاق.  

## في وجود الله
تعتبر فلسفة ابن سينا امتداداً لفكر الفارابى وهو كان فيلسوف عربي من أتبع الفلسفة المشائية. استوحى ابن سينا من الفارابى فلسفته الطبيعية وفلسفته الإلهية بما في ذلك تصوره للموجودات والوجود كما نقل عنه نظرية الصدور وطور وأهتم بنظرية النفس بشكل خاص. صاغ ابن سينا برهان الصديقين وهي حجة شهيرة في إثبات وجود الله. يدعى منتقدي فكر ابن سينا أنه كان ينقل نفس مبادئ الفارابى الذي نادى بأن العالم أزلى وقديم وغير مخلوق، وأن الله يعلم  الكليات لا الجزئيات، وتحدى العقيدة وفكرة النبوة والرسالة في الإسلام، ونفى أن الأجسام تقوم مع الأرواح في يوم القيامة (المعاد الروحاني لا الجثماني).
قدم ابن سينا حجة لوجود الله والتي ستُعرف باسم برهان الصديقين. جادل ابن سينا بأنه يجب أن يكون هناك «واجب الوجود» وهو كيان لا يمكن ألا يوجد، ومن خلال سلسلة من الحجج أثبته مع مفهوم الله الإسلامي. وصف مؤرخ الفلسفة الحالي بيتر أدامسون هذه الحجة بأنها واحدة من أكثر الحجج المؤثرة في العصور الوسطى لوجود الله وأكبر مساهمة لابن سينا في تاريخ الفلسفة.

## مراسلات البيروني
نجت المراسلات بين ابن سينا (مع تلميذه أحمد بن علي المعصومي) والبيروني حيث ناقشوا الفلسفة الطبيعية الأرسطية والمدرسة المشائية. بدأ أبو ريحان بسؤال ابن سينا ثمانية عشر سؤالاً، عشرة منها كانت انتقادات لكتاب أرسطو عن السماوات.

## علم اللاهوت
كان ابن سينا مسلمًا متدينًا وسعى إلى التوفيق بين الفلسفة العقلانية واللاهوت الإسلامي. كان هدفه إثبات وجود الله وخلقه للعالم علمياً ومن خلال العقل والمنطق. كانت آراء ابن سينا حول اللاهوت الإسلامي (والفلسفة) مؤثرة بشكل كبير، وشكلت جزءًا من جوهر المناهج في المدارس الدينية الإسلامية حتى القرن التاسع عشر. كتب ابن سينا عددًا من الرسائل القصيرة التي تتناول علم اللاهوت الإسلامي. تضمنت هذه الرسائل رسائل عن الأنبياء (الذين اعتبرهم «فلاسفة ملهمين»)، وكذلك عن تفسيرات علمية وفلسفية مختلفة للقرآن، مثل كيفية توافق علم الكون القرآني مع نظامه الفلسفي. بشكل عام ربطت هذه الرسائل كتاباته الفلسفية بالأفكار الدينية الإسلامية. على سبيل المثال الحياة الآخرة للجسد. هناك تلميحات وإشارات موجزة من حين لآخر في أعماله الأطول، لكن ابن سينا اعتبر الفلسفة هي الطريقة الوحيدة المعقولة للتمييز بين النبوة الحقيقية والوهم. لم يذكر هذا بشكل أوضح بسبب الآثار السياسية لمثل هذه النظرية، إذا كان من الممكن التشكيك في النبوءة، وأيضًا لأنه كان يكتب في معظم الوقت أعمالًا أقصر ركزت على شرح نظرياته في الفلسفة واللاهوت بوضوح، دون الرجوع إلى النظر في الأمور المعرفية التي لا يمكن إلا للفلاسفة الآخرين النظر فيها بشكل صحيح.
انقسمت التفسيرات اللاحقة لفلسفة ابن سينا إلى ثلاث مدارس مختلفة؛ أولئك (مثل الطوسي) الذين استمروا في تطبيق فلسفته كنظام لتفسير الأحداث السياسية اللاحقة والتقدم العلمي؛ أولئك (مثل الرازي) الذين اعتبروا أعمال ابن سينا اللاهوتية هي بمعزل عن اهتماماته الفلسفية الأوسع؛ وأولئك (مثل الغزالي) الذين استخدموا بشكل انتقائي أجزاء من فلسفته لدعم محاولاتهم الخاصة لاكتساب رؤى روحية أكبر من خلال مجموعة متنوعة من الوسائل الصوفية. كان التفسير اللاهوتي الذي دافع عنه أمثال الرازي هو الذي سيطر في النهاية على المدارس الدينية. حفظ ابن سينا القرآن عندما كان في العاشرة من عمره، وكتب خمس رسائل تعليق على سور من القرآن عند بلوغه. ومن بين هذه النصوص رسالة في إثبات النبوات، حيث يعلق على عدة آيات قرآنية ويقدر القرآن تقديراً عالياً. جادل ابن سينا بأن أنبياء الإسلام يجب اعتبارهم أعلى من الفلاسفة.

## الحواشي
1. 1 2 3 4  Nasr 2013.
2. 1 2 3  Corbin 1998.
3. ↑  Nahyan 2006.
4. ↑  Corbin & Trask 2014.
5. ↑  https://irl.umsl.edu/cgi/viewcontent.cgi?article=1006&context=philosophy-faculty نسخة محفوظة 2021-08-17 على موقع واي باك مشين.
6. ↑  Wilferd Madelung (2011)، "Ibn al-Malāḥimī"، في David Thomas؛ Alex Mallett؛ Juan Pedro Monferrer Sala؛ Johannes Pahlitzsch؛ Mark Swanson؛ Herman Teule؛ John Tolan (المحررون)، Christian-Muslim Relations: A Bibliographical History, Volume 3 (1050–1200)، Leiden: Brill، ص. 440–443.
7. ↑  Corbin & Trask 2014، صفحة 103.
8. ↑  IEP 2021.
9. ↑  EBO 2007.
10. ↑  ابن سينا 1975، صفحة 36.
11. ↑  El-Bizri 2001.
12. ↑  Avicenna 1973، صفحة 43.
13. ↑  El-Bizri 2006.
14. ↑  Marshān 1992، صفحة 99.
15. ↑  ابن سينا & 1874 262–263.
16. ↑  ٱلْغَزَالِيُّ 1980.
17. ↑  ابن قيم 2011.
18. ↑  ابن قيم الجوزية،  إيقاع اللحفان ، تم النشر: جامعة الأشقر (2003) طبع دار النشر الإسلامية العالمية: الرياض.
19. ↑  ابوشقة 2018.
20. ↑  الحسن.
21. ↑  عيسى الحسن. تاريخ العرب من الحروب الصليبية إلى نهاية الدولة العثمانية/فصل الأحوال العربية قبيل الحروب الصليبية. الطبعة الأولى 2008. الأهلية للنشر والتوزيع عمان الأردن
22. ↑  Adamson 213، صفحات 170–171.
23. ↑  Berjak & Iqbal 2005.
24. ↑  Lenn 2005، صفحات 8–9.
25. ↑  Morris 1992، صفحة 156.
26. ↑  Morris 1992، صفحات 160–161.
27. ↑  Morris 1992، صفحات 156–158.
28. ↑  Janssens 2004.